# Lhenice
Lhenice település Csehországban, a Prachaticei járásban. Lhenice Záboří, Lužice, Hracholusky, Ktiš, Chroboly, Chvalovice, Babice, Nebahovy, Mičovice, Netolice és Brloh településekkel határos. Lakosainak száma 2109 fő (2024. január 1.).

## Népesség
A település lakosságának változását az alábbi diagram mutatja:
| Lakosok száma | 3034 | 2784 | 2770 | 2005 | 1796 | 1743 | 1952 | 2074 | 2097 | 2109 |
|               | 1869 | 1890 | 1921 | 1950 | 1980 | 2001 | 2017 | 2019 | 2022 | 2024 |